# Maretto
Maretto, (Marèj  en piemontès) és un municipi situat al territori de la província d'Asti, a la regió del Piemont (Itàlia).
Limita amb els municipis de Cortandone, Cortazzone, Monale, Roatto i Villafranca d'Asti.
Pertanyen al municipi les frazioni de Barbone, Melona, Nicoline, Serra Campia, Serra Goria, Simonetti i Val Cerreto.

## Galeria fotogràfica

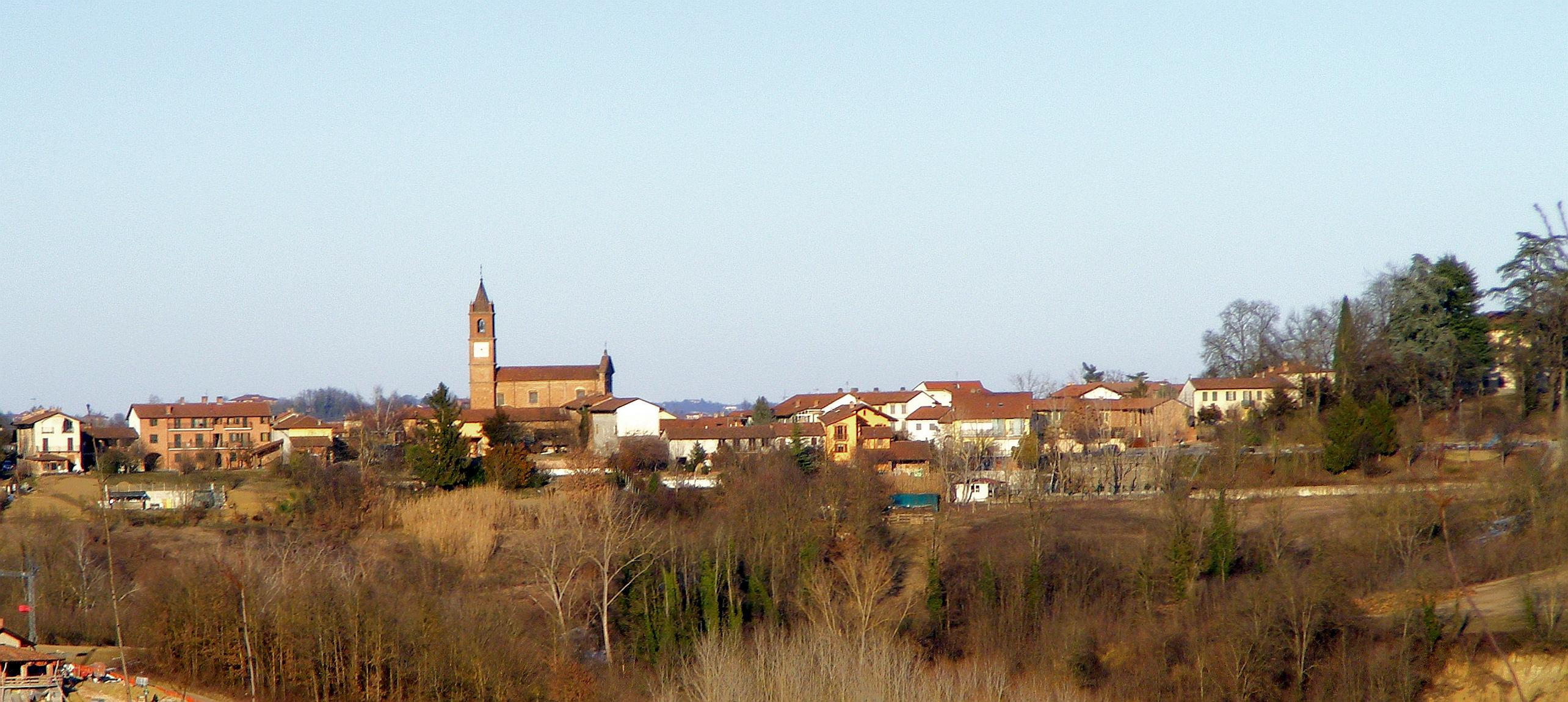
Vista del poble